# Beltrán
Beltrán là một khu tự quản thuộc tỉnh Cundinamarca, Colombia. Thủ phủ của khu tự quản Beltrán đóng tại Beltrán Khu tự quản Beltrán có diện tích ki lô mét vuông. Đến thời điểm ngày 28 tháng 5 năm 2005, khu tự quản Beltrán có dân số 1630 người.